# Hit FM聯播網

Hit FM第一代Logo (1998.9.17-2009.3.26)

Hit FM聯播網（簡稱：hit FM、hit FM聯播網，前名臺北之音音樂聯播網）是結合臺北之音、中台灣廣播電台、高屏廣播電台、中山廣播電台、東臺灣廣播電台等5個電台的廣播聯播網，為「環球七福廣告」旗下媒體，全天候播放以華語流行音樂為主的音樂歌曲與廣播節目。台呼為「只想聽音樂」、「好音樂始終如一」(僅高屏電台使用)。

## 簡歷
該電台原名稱是「台北之音音樂網」，申請時是屬於小功率電台，原只限於大台北地區播音（調頻91.7兆赫，原定頻FM90.9，後為了遵照交通部電信總局於1996年12月24日所頒佈的「小功率電台頻率調案方案」的規定，於1998年1月10日移頻至FM91.7，當時電台正式名稱「台北女性生活廣播電台」）。1998年8月12日起，與中台灣廣播電台、高屏廣播電台結盟，其中中台灣廣播電台原為地下電台，於1994年向行政院新聞局提出申設小功率社區電台獲准，轉為合法電台，開播最初是屬於從事公益性活動的電台，並採用聯播網的播出方式。

## 歷史

### 1997年
9月10日，Hit FM的前身「台北之音音樂網」開播，頻率為FM 90.9。

### 1998年
1月10日，台北之音音樂網移頻至FM 91.7。
8月15日，「Hito中文排行榜」開播。
9月17日，與中台灣廣播電台、高屏廣播電台結盟，Hit FM聯播網開播。

### 2001年~2013年
2001年7月，Hit FM的南部分台（高屏廣播電台）開始在平日中午12點播出2分鐘的地方新聞（2009年4月起改為12點5分、14點5分播出）。同年8月，台北流行音樂廣播（Hit FM的總台）開始在平日中午12點32分播出2分鐘的國際新聞。
2006年10月，Hit FM和亞洲廣播網、蘋果線上、後山電台共組台灣音樂大聯盟（現已結束）。
2009年1月1日起，由於原電台經營者無意繼續電台事務，加上與台北流行音樂廣播的經營理念迥異，Hit Fm 結束與台北流行音樂廣播（現為台北流行廣播電台）的合作關係，台北之音遂與Hit FM聯播網合併成「台北之音Hit Fm聯播網」，大台北地區頻率移至調頻107.7兆赫（原「台北之音」），並於2009年2月底完成股權轉讓。因應經營型態的轉變，在同年3月26日，Hit Fm 進行全面改版，改版內容於當日下午5點起上線。除企業識別標誌更改、第2代台呼上線、節目表及DJ主持時段的大幅度更動之外，新聞時段也由以往的半點播報改為整點播報新聞，並執行開台以來首度裁撤凌晨部分時段的DJ主持。另外，由於新任接手者「七福傳播」為前中廣音樂網（Wave Radio，現更名為i Radio）的經營者，因此改版中也加入了原Wave Radio的主持班底。2012年11月8日起，更首次在音樂電台內開闢政論節目《蔻蔻早餐》，希望藉此吸引新聽眾，但也引發電台台性質變的疑慮。
高屏廣播電台在農曆新年期間會開放電話CALL-IN，電話為（07）333-2036。
高屏廣播電台與高雄捷運共同合作，結合搭乘提醒語、教育宣導、生活資訊、工商廣告及音樂，不同時段亦提供不同情境音樂與單元資訊，不定時在各車站播送。
2012年12月17日起，宜蘭中山廣播電台（FM 97.1）開始以「Hit FM聯播網 97.1」台呼試播，並於2013年元旦起加入Hit FM聯播網。
2013年8月6日起，每週二到週六凌晨2點重播魏如萱主持的《OH夜DJ》（只在台北之音播出），是Hit FM聯播網首次於凌晨時段重播節目。同年10月，Hit FM聯播網和17所大學結盟，成立「Hito校園聯盟」。

### 2014年
1月6日起，中台灣廣播電台、高屏廣播電台、中山廣播電台開始在週二到週六凌晨2點重播《OH夜DJ》。
5月11日，台北之音（台北總台）的總部從醒吾大樓10樓搬到1樓（目前10樓的舊總部由同集團的台北流行廣播電台使用）。
12月29日起，中山廣播電台的地方新聞（平日12:05、14:05）改由台北之音的新聞主播播報（現場播出）。目前Hit FM在台北市、新北市、台中市、高雄市的部分全家便利商店、萊爾富、OK超商店內公開播放。

### 2015年~2016年
2015年1月1日起，因NCC規定聯播分台需抽比例製作自製節目，《午茶DJ》主播電台改為宜蘭中山廣播電台（節目實際由臺北之音製播）。
2015年7月，網站新域名「www.hitfm.taipei」、「www.hitoradio.taipei」啟用（已於2018年停用）。
2016年5月1日起，花蓮東台灣廣播電台（FM 107.7）加入Hit FM聯播網。

### 2018年
4月1日，TOYOTA冠名贊助《HIT週末！》，節目名稱改為《TOYOTA HIT週末！》（只在週日冠名贊助）。
5月18日，土耳其航空冠名贊助《HITO中文排行榜》（冠名至2018年8月10日）。

### 2019年
3月29日，土耳其航空2度冠名贊助《HITO中文排行榜》。
7月5日，因獲得華為冠名贊助，《HITO中文排行榜》改為《HUAWEI P30/P30 Pro HITO中文排行榜》。
11月2日，因電台系統維護，《整點新聞》首度暫停一次（不含農曆新年期間）。

### 2020年
9月1日起，平日整點新聞收播時間改為19:00。
4月1日，東台灣廣播電台因為長期無DJ主持（不含聯播時段），官方APP正式停止放送花東電台頻率。
11月16日，平日播出的《生活快訊》更名為《NEWS ONLINE》。

### 2021年
5月24日起，停播《周玉蔻嗆新聞》，改播《蔡詩萍嗆新聞》。
6月7日，官方APP重新將花東分台（東台灣廣播電台）的線上收聽加入。
8月23日起，每週一至週五早上8-9點聯播黃暐瀚pop撞新聞節目，原羅友志主持《羅友志嗆新聞》停播。

## 收聽頻率及發射功率
| 地區 | 電台名稱         | 收聽頻率/發射功率                                      | 收聽地區 |
| ---- | ---------------- | ------------------------------------------------------ | --- |
| 北部 | 台北之音廣播電台 | FM107.7㎒/ 3kW（兆赫）                                 | 臺北盆地、基隆、桃園市大部分地區及新竹縣關西鎮以北（關西、新埔、湖口、新豐、竹北）                                                           |
| 中部 | 中台灣廣播電台   | FM 91.5㎒/ 2kW（兆赫）                                 | 台中市、彰化縣、南投縣、雲林縣大部分地區、新竹市、新竹縣寶山鄉以南地區及嘉義縣部份地區，不包括埔里、日月潭、阿里山（頻率原為FM 89.7）        |
| 南部 | 高屏廣播電台     | FM 90.1㎒ / 25 W（兆赫）                               | 涵蓋高雄市、屏東縣大部份地區、台南市部分地區、臺東縣東河鄉以北（東河、池上鄉、成功鎮、長濱鄉），高雄市湖內區、茄萣區易受到濁水溪廣播電台干擾 |
| 宜蘭 | 中山廣播電台     | FM 97.1㎒ / 1kW（兆赫）                                | 宜蘭縣及新北市坪林區、烏來區、貢寮區、雙溪區                                                                                                 |
| 花東 | 東台灣廣播電台   | FM 107.7㎒ / 2kW（兆赫） 舞鶴同頻轉播站：0.2kW（兆赫） | 花蓮縣及台東縣池上鄉、關山鎮、海端鄉、鹿野鄉、成功鎮部分地區（含三仙台）、宜蘭縣南澳鄉                                                       |

- 目前其電波涵蓋範圍包括北北基、新竹縣市、中彰投、高雄、宜蘭縣和花蓮縣；除了台北之音、宜蘭中山廣播電台、花蓮東台灣廣播電台為中功率電台，其餘為小功率。

- 澎湖西瀛之聲廣播電台曾在2004年（2010年11月改名為「澎湖灣廣播電台」；因營運虧損，2017年8月29日起停播）和台北之音聯播，西瀛之聲百分之六十的節目由台北之音提供，現已結束合作。

- 台北之音的發射站設置於醒吾大樓樓頂，由於地處台北盆地內部，收訊範圍較其他兩者為小。中台灣廣播電台的發射站設置於大肚臺地，周邊縣市（含新竹市、新竹縣部分地區）可清晰收到Hit FM的訊號。另外2010年高屏電台更改台址之後，亦將發射台位置遷往樓層更高的大樓（81樓），使收訊範圍得以進一步擴大。

- Hit Fm以台北之音為主台，並製作聯播節目向其它分台播出，但各地方分台仍有不少自製節目，對於重要的地方資訊也都會有所報導，可說兼具全國性與地方性。
- 台北之音和東台灣廣播電台是目前全台唯二使用FM107.7 Mhz的廣播電台，目前東台灣廣播電台的所有非聯播時段皆為「純音樂」節目，無DJ主持。
- 平日凌晨的《流行最前線》，前2小時（02:00~04:00）為聯播時段，04:00起為分台自播時段（純音樂，東台灣廣播電台未播出）。
- 台北之音、中台灣廣播電台的《HITO NON-STOP》，為「純音樂」節目（兩台聯播，假日播出）。

- 網路收聽（請用「新視窗」開啟連結）
  - 北部 （页面存档备份，存于）
  - 中部 （页面存档备份，存于）
  - 南部 （页面存档备份，存于）
  - 宜蘭 （页面存档备份，存于）
  - 花東 （页面存档备份，存于）

## DJ

### 北部DJ
- 黃揚明（嗆新聞）每周一、三、五 早上7-8點
- 陳家頤（嗆新聞）每周二、四 早上7-8點
- 黃暐瀚（撞新聞）每周一至周五 早上8-9點（兼任台北之音台長）
- Phoenix（早安DJ）
- GiGi（HIT週末!）
- 阿娟（活力DJ)
- Austin（嗑音樂-日）
- 蔣卓嘉（翹班DJ）
- 克里斯（HITO唱片行）
- SoWhat（午茶DJ）
- Kris（嗑音樂-六）
- 趙之璧（不累DJ）
- ciacia（ROCK DJ）
- elsa（HITO 西洋排行榜 &HITO 日亞排行榜 & HEY！MISS DJ ）
- 馬念先+奇哥（HITO LATE NIGHT SHOW）
- Bryan（耐玩DJ & TOYOTA HITO中文排行榜）
- 奇哥（HITO LATE NIGHT SHOW）
- Waa（魏如萱）（OH夜DJ）
- Christine（LOVE DJ，兼任台北流行廣播董事長）
- Dennis（夜貓DJ）
- 李拾壹（CHILL DJ）
- Phoenix（賴床DJ）

### 中部DJ
- Michelle（早安DJ）
- Mini（馬路 DJ）
- 阿尼（NOW DJ）（校園青春錄）
- Debbie（點播特區）
- Erin（RELAX DJ）
- Gracie（FUN DJ）
- Umi 醬（FREE DJ）
- Alice（FRESH DJ）

### 南部DJ
- Tracy（HAPPY DJ）
- 小米（點播特區）
- 童童（午餐DJ & 不睡週末夜）
- FIFI（元氣DJ）
- 韋恩（張國煒，《HITO FUN 輕鬆》）
- Momoko（張育慈，不睡週末夜）[16]

### 宜蘭DJ
- 偉苓（翹班DJ）[註 1]
- EVA（嗑音樂-週六）[註 2]
- 趙之璧（嗑音樂-週日，代班2022年7月[註 3]）
- 宥鈞（LOVE DJ）
- 余玫（微笑宜蘭）

## 前DJ
- 周玉蔻（現任寶島聯播網新聞放鞭炮主持人）
- 羅友志（現任中廣新聞網友話直說主持人）
- 黃韻玲：曾任《Freezy DJ》主持人
- 黃小楨
- 小樹
- Cherry，本名何語蓉：曾任中台灣廣播電台《俏迷DJ》主持人， 曾參選台中市議員[17]。
- 凱莉：現為港都電台《港都好心情》主持人
- NANA[18]（本名王莉茵[19]，於2013~2015年6月28日[20]在高屏電台擔任周末HITO FUN輕鬆DJ，現以一隻阿圓的藝名活耀於Youtube圈。）
- 蔡榮祖 （2023年1月19日離開，现已回新加坡，担任新传媒电台972最爱频道DJ）

## 新聞、資訊時段

### 全頻道
- 整點新聞（5分鐘）
  - 平日 07:00、08:00、10:00、16:00
- 整點新聞（6分鐘）：平日 12:00、14:00、18:00
  - NEWS UPDATE：平日 12:05、14:05、18:05（南部：高屏地方新聞，其餘分台為國際新聞）
  - 新北大小事：平日 14:05（播出地區：北部、中部、宜蘭、花東）
- 整點新聞（3分鐘）
  - 平日 09:00、11:00、13:00、17:00、19:00
  - 週末 09:00 - 17:00
- NEWS ONLINE：平日播出
  - 06:28／06:29（消費情報）
  - 10:33（職場情報、防疫情報、廠商專訪）
  - 12:33（消費情報、生活情報）
  - 14:33（醫療情報、健康情報、廠商專訪）
  - 18:33（消費情報、廠商專訪，只在北部播出）
  - 19:33（消費情報）
  - 23:33（消費情報、防疫情報、產業動態）
- 娛樂宅急便：平日 16:33、21:33
- 今日天氣概況：平日 08:00（預錄，中央氣象局預報員播報）
- 明日天氣概況：平日 18:04（內容為中央氣象局提供的「天氣概況」）
- Hit FM No.1（由北部DJ播出，冠軍為上週的）
  - 《午茶DJ》固定在14：33生活資訊後播出（只在北部、宜蘭播出）。
  - 《耐玩DJ》於20:12之後的任何一個階段播出，如遇來賓專訪，則提前至20:00整點台呼後播出。
    - 星期二：Hito中文排行榜
    - 星期三：UK Chart英國金榜
    - 星期四：Hito日亞排行榜

### 中部
- Hito報馬仔（視歌曲播出長度，該單元會提前或順延1分鐘播出）
  - 平日：09:43、12:42、16:43
  - 週末：09:42、14:43、15:43
- 好宅情報站
  - 平日：18:43（每週其中一天播出）
  - 週末：14:42
- Hito Hot news：平日17:31／17:32（DJ Mini或代班DJ播報）
- 新生活補給站：平日18:43（每週其中一天播出）

### 南部
- HITO高屏新鮮報：平日 13:17、14:45

### 花東
- 東台灣最速報：平日 14:27或14:28

## 帶狀節目時段
- 流行最前線（電腦自動播歌）
  - 02:00：韓語
  - 03:00~05:00：華語、日語、西洋

## 主播

### 台北之音（總台）

#### 平日
- 顏詩雲（週一至週五13：00新聞主播）
- 曾譯卉（週一至週五09：00~12:00、14：00~18：00新聞主播）

#### 假日
- 曹文寧（週六）
- 陳心慧（週日）
- 塗瑋慈（週六代班主播）

### 高雄
- 周姮君（兼任高屏廣播電台記者、節目部經理）

### 宜蘭
- 余玫

## 獲獎紀錄

### 廣播金鐘獎
| 年份   | 獲提名                                           | 獎項                                       | 結果 |
| ------ | ------------------------------------------------ | ------------------------------------------ | ---- |
| 2004年 | 《校園青春錄》（中台灣廣播電台）                 | 第39屆廣播金鐘獎少年節目獎                 | 提名 |
| 2004年 | 《校園青春錄》／洪韵婷（Sharon）（中台灣廣播電台） | 第39屆廣播金鐘獎少年節目主持人獎           | 提名 |
| 2006年 | 《音樂五六七》（高屏廣播電台）                   | 第41屆廣播金鐘獎流行音樂節目獎             | 獲獎 |
| 2007年 | 《校園青春錄》／黃攸真(Gracie)（中台灣廣播電台） | 第三屆廣播電視小金鐘獎最佳少年節目主持人獎 | 提名 |
| 2013年 | 《聖誕版臺呼—A-Lin+小宇版》                      | 第48屆廣播金鐘獎電臺臺呼獎                 | 提名 |
| 2015年 | 《毛起來愛–流浪動物認養活動》                    | 第50屆廣播金鐘獎電臺品牌行銷創新獎         | 提名 |
| 2015年 | 《Hit FM聯播網官方APP》                          | 第50屆廣播金鐘獎電臺數位應用獎             | 提名 |
| 2015年 | 《生活在宜蘭》（宜蘭中山廣播電台）               | 第50屆廣播金鐘獎社區節目獎                 | 提名 |
| 2021年 | 《微笑宜蘭》／余玫（宜蘭中山廣播電台）           | 第56屆廣播金鐘獎社區節目主持人獎           | 提名 |
| 2021年 | 《廣播電台作業整合系統》                         | 第56屆廣播金鐘獎創新研發應用獎             | 提名 |

## 註解
1. ↑  在台北之音製播，並以衛星傳送至宜蘭播出
2. ↑  在台北之音製播，並以衛星傳送至宜蘭播出
3. ↑  在台北之音製播，並以衛星傳送至宜蘭播出

## 外部連結
- Hitoradio HitFM （页面存档备份，存于）
  - Hit FM聯播網的Facebook專頁
  - Hit FM聯播網的新浪微博
  - Hit FM聯播網的Instagram帳戶
  - YouTube上的Hit FM聯播網頻道
- Hit FM 90.1高屏廣播電台的Facebook專頁
- Hit FM 97.1宜蘭中山廣播電台的Facebook專頁
- Hit FM  107.7東台灣廣播電台的Facebook專頁